# Skaleniowce

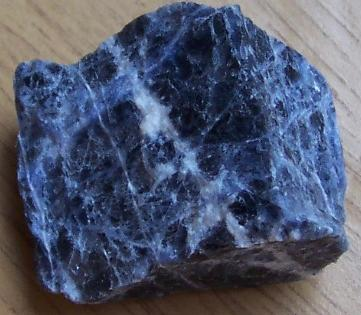
sodalit

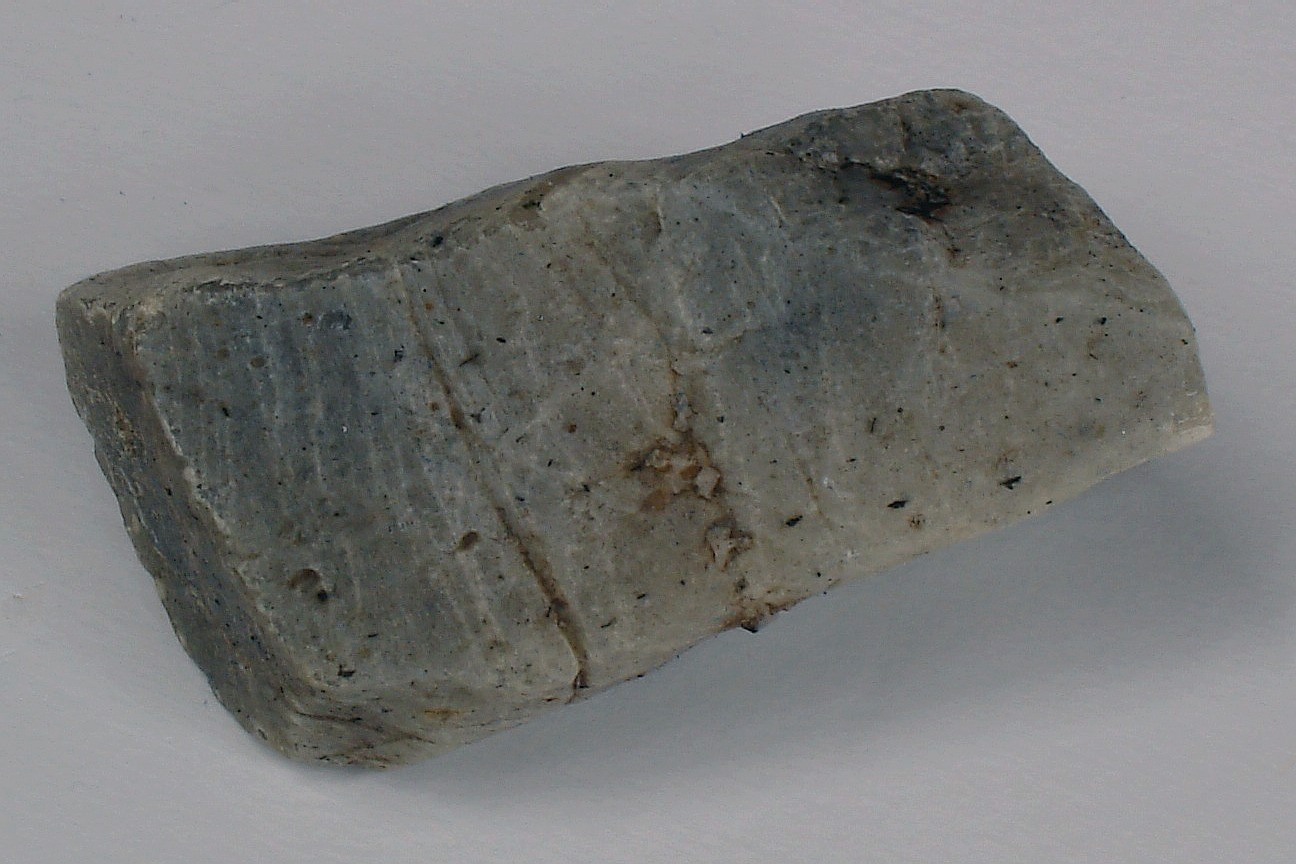
nefelin

Skaleniowce (skalenoidy, foidy) – grupa minerałów skałotwórczych skał magmowych.
Skaleniowce są to glinokrzemiany sodu i potasu o składzie chemicznym podobnym do skaleni, lecz z mniejszą zawartością krzemionki. Zachodzi w nich zjawisko diadochii jonowej. Występują w skałach o charakterze zasadowym i ultrazasadowym. 
Najważniejszymi przedstawicielami grupy skaleniowców są: leucyt, nefelin, analcym, sodalit. Oprócz nich grupę tę tworzą także: kalsilit, kankrynit, skapolity, wairakit, hackmannit, nosean, haüyn i lazuryt.
Skaleniowce pojawiają się w aureolach kontaktowych niedosyconych krzemionką oraz w ksenolitach. Nigdy nie występują wraz z kwarcem.